# Czerwone Wzgórze (Wyspa Króla Jerzego)
Czerwone Wzgórze (ang. Red Hill) - szczyt na Wyspie Króla Jerzego, na wybrzeżu Cieśniny Bransfielda między Wietrznym Lodowcem a Lodowcem Klubu Polarnego. Zamyka od wschodu Zatokę Szymańskiego. Wznosi się na wysokość 100 m n.p.m. Nazwa, nadana w 1980 roku przez polską ekspedycję polarną, pochodzi od występującego tam czerwonego piaskowca.